# Walter Nudo
Walter Nudo (ur. 2 czerwca 1970 w Montrealu) – kanadyjski aktor telewizyjny i filmowy, model i piosenkarz włoskiego pochodzenia.
Pracował jako portier, kierowca i bokser. Po raz pierwszy trafił przed kamerę w roku 1995 w komedii Ragazzi della notte. Potem przeniósł się do Włoch, gdzie wziął udział we włoskiej wersji reality show Survivor (L’isola dei famosi, 2003) i wygrał. Z puli nagród finansował swoje studia aktorskie.
Był także koronowanym Misterem Włoch. Był żonaty z Tatianą, z którą ma dwóch synów: Elvisa i Martina.

## Filmografia

### Filmy fabularne
- 1995: Ragazzi della notte jako Toni
- 1996: Fantozzi - Il ritorno jako anioł przy bramie nieba
- 2000: Quello che le ragazze non dicono jako Alberto
- 2002: Biblia. Apokalipsa świętego Jana (San Giovanni - L'apocalisse) jako Hermes
- 2010: Hopeful Notes jako Alex

### Seriale TV
- 1998: Moda na sukces (The Bold and the Beautiful) jako model
- 2003: Un posto al sole jako model
- 2004: Carabinieri jako Giacomo Contini
- 2004–2006: Incantesimo jako Antonio Corradi
- 2007–2008: Carabinieri jako Giacomo Contini
- 2015: Agent X jako Niko